# 綜合法院案件管理系統
綜合法院案件管理系統（英語：Integrated Court Case Management System），是香港司法機構政務處推出的一項電子化系統，以便利法院使用者以電子方式送交及接收特定案件的法庭文件、查閱已存檔文件、翻查訟案登記冊以及繳交法院服務收費等等。合資格的使用者，包括訴訟各方及其法律代表、香港大律師公會、香港律師會、各大律師行、政府部門及執法機關以及法定團體等等，需要註冊開立帳戶，以使用系統的服務。系統開立帳戶費用全免，而沒有註冊帳戶的人士亦可利用系統查閱電子文件。綜合法院案件管理系統第一階段於2022年5月6日推行，可在區域法院傷亡訴訟、稅款申索等向法庭提交文件以及繳交款項，並於同年7月延伸至區域法院民事訴訟的法律程序。第二階段於2022年12月30日開始推行，範圍擴展至區域法院僱員補償案件以及裁判法院傳票案件。2024年10月31日起，使用範圍擴大至小額錢債審裁處的批量申索。司法機構政務處的目標是2026年後規定所有有法律代表的訴訟方在已開通電子系統的案件類別必須使用該系統。2025年6月30日起，系統擴展至高等法院，首先用於民事上訴，其後將陸續擴展至其他範疇。